# Geretsried
Geretsried é uma cidade da Alemanha localizado no distrito de Bad Tölz-Wolfratshausen, região administrativa de Alta Baviera, estado da Baviera.